# Aquitania (Boyacá)
Pour les articles homonymes, voir Aquitania.
Aquitania est une municipalité située dans le département de Boyacá, en Colombie.

## Géographie
Située à une altitude de 3 030 mètres, Aquitania est une des 10 municipalités les plus élevées de Colombie.

## Démographie
Selon les données récoltées par le DANE lors du recensement de 2005, Aquitania compte une population de 16 087 habitants.

## Liste des maires
- 2015 - 2019 : Felipe A. Cardozo
- 2020 - 2023 : Hector Orlando Barrera Cardenas[2]

## Personnalités liées à la municipalité
- Freddy Montaña (1982-) : cycliste né à Aquitania.